# رضایت حکومت‌شوندگان
در فلسفهٔ سیاسی، رضایت حکومت‌شوندگان به معنی این است که مشروعیت و حق طبیعی یک حکومت در استفاده از قدرت به رضایت مردم جامعه بسته‌است. نظریهٔ رضایت در طول تاریخ معمولاً در تضاد با نظریهٔ حق‌الهی پادشاهان قرار داشته و استعمارگری را نفی می‌کند. در ماده ۲۱ اعلامیه جهانی حقوق بشر نیز آمده‌است: 
ارادهٔ مردم می‌بایست اساس حاکمیت دولت باشد؛ چنین اراده‌ای می‌بایست در انتخاباتی حقیقی و ادواری اعمال گردد که مطابق حق رأی عمومی باشد که حقی جهانی و برابر برای همه است. رأی‌گیری از افراد می‌بایست به صورت مخفی یا به طریقه‌ای مشابه برگزار شود که آزادی رأی را تأمین کند.
رضایت اولیه مردم در ایجاد و برپایی یک قانون اساسی یا حکومتی جدید یا از طریق همه‌پرسی یا از طریق یک مجلس نمایندگان مقنن یا مؤسس میسر می‌گردد. رضایت حکومت شوندگان ایجاب می‌کند که حاکمیت، در هر سرزمین و در هر کشوری، از آن مردم آن دیار باشد، مردمی که از طریق همه‌پرسی مستقیم و با نهادهای نمایندگی، به برپایی حکومت خود رضایت می‌دهند. در بیشتر موارد مدرن، جمهوری، یا فرمانروایی بر مبنای رأی شهروندان در چارچوبی قراردادی، از پیش مقرر شده، قانونی و مشروطه، شکل دولت را تشکیل می‌دهد. با این وجود، برخی نظام‌های پادشاهی نیز بر همین اساس، یعنی بر مبنای رضایت شهروندان، بنا شده‌اند، نظامهای پادشاهی یی که در آنها، همچنان که نمونه انگلیسی آن نشان می‌دهد، پادشاه به مرور زمان از بسیاری از اختیارات و کارکردهای اداری و حکومتی خود چشم می‌پوشد و آنها را به نمایندگان منتخب و رسمی مردم می‌سپارد.
اصل رضایت، به‌طور ضمنی، حق سلب رضایت را نیز در خود نهفته دارد، یعنی سرنگون کردن نظامی که بدون نمایندگی از سوی مردم آنها را فرمانروایی می‌کند، و خودسرانه و مستبدانه از مردم سوءاستفاده می‌کند. این همان حقی است که فیلسوف انگلیسی جان لاک آن را در ذات نظام حقوق طبیعی نهفته می‌دید.